# Босанска брвнара с етнографском збирком у Ветернику
Босанска брвнара с етнографском збирком у Ветернику представља непокретно културно добро као споменик културе.
У Ветернику се налази копија босанске брвнаре коју је власник Остоја Симић саградио да би у њој изложио и чувао збирку музичких инструмената и предмета уметничке вредности и народне културне баштине пореклом из Босне и Херцеговине, Црне Горе и појединих делова Србије и Хрватске. Материјал је годинама прикупљан и готово је у потпуности комплетирана збирка предмета народне радиности за свакодневну употребу у домаћинству. Збирка садржи 216 предмета старих од 60 до 200 година. Власник се брине за даље прикупљање, проширење и попуњавање збирке. У збирци се налази и више предмета са истом наменом, али из различитих области.
Оваква збирка пружа могућности за проучавање изворне материјалне културе наших народа, али и преображаја навика у употреби предмета затечених приликом досељавања у нову средину.